# پل مک کندریک
پل مک کندریک (انگلیسی: Paul MacKendrick; ۱۱ فوریهٔ ۱۹۱۴ – ۱۰ فوریهٔ ۱۹۹۸) تاریخ‌نگار اهل ایالات متحده آمریکا بود.
وی همچنین برندهٔ جوایزی همچون برنامه فولبرایت و کمک‌هزینه گوگنهایم شده‌است.